# Мідвейл (Айдахо)
Мідвейл (англ. Midvale) — місто в окрузі Вашингтон, штат Айдахо, США. Згідно з переписом 2010 року населення становило 171 особу.

## Географія
Мідвейл розташований за координатами 44°27′41″ пн. ш. 116°44′29″ зх. д. / 44.46139° пн. ш. 116.74139° зх. д. (44.461454, -116.741253).  За даними Бюро перепису населення США в 2010 році місто мало площу 7,42 км², з яких 7,22 км² — суходіл та 0,20 км² — водойми. В 2017 році площа становила 6,84 км², з яких 6,66 км² — суходіл та 0,18 км² — водойми.

## Демографія

### Перепис 2010 року
За даними перепису 2010 року, у місті проживала 171 особа у 77 домогосподарствах у складі 50 родин. Густота населення становила 23,7 ос./км². Було 100 помешкань, середня густота яких становила 13,8/км². Расовий склад міста: 94,2% білих, 4,1% індіанців, 0,6% інших рас, а також 1,2% людей, які зараховують себе до двох або більше рас. Іспанці та латиноамериканці незалежно від раси становили 5,8% населення.
Із 77 домогосподарств 15,6% мали дітей віком до 18 років, які жили з батьками; 55,8% були подружжями, які жили разом; 3,9% мали господиню без чоловіка; 5,2% мали господаря без дружини і 35,1% не були родинами. 26,0% домогосподарств складалися з однієї особи, у тому числі 13% віком 65 і більше років. У середньому на домогосподарство припадало 2,22 мешканця, а середній розмір родини становив 2,56 особи.
Середній вік жителів міста становив 53,3 року. Із них 13,5% були віком до 18 років; 7% — від 18 до 24; 16,4% від 25 до 44; 33,9% від 45 до 64 і 29,2% — 65 років або старші. Статевий склад населення: 49,7% — чоловіки і 50,3% — жінки.
Середній дохід на одне домашнє господарство  становив 37 571 долар США (медіана — 29 250), а середній дохід на одну сім'ю — 39 575 доларів (медіана — 35 417). За межею бідності перебувало 29,2 % осіб, у тому числі 65,0 % дітей у віці до 18 років та 0,0 % осіб у віці 65 років та старших.
Цивільне працевлаштоване населення становило 61 осіб. Основні галузі зайнятості: мистецтво, розваги та відпочинок — 27,9 %, освіта, охорона здоров'я та соціальна допомога — 18,0 %, транспорт — 11,5 %, виробництво — 11,5 %.

### Перепис 2000 року
За даними перепису 2000 року, у місті проживало 176 осіб у 75 домогосподарствах у складі 54 родин. Густота населення становила 199,9 ос./км².  There were 83 помешкання, середня густота яких становила 94,3/км². Расовий склад міста: 96,59% білих, 2,27% індіанців, 0,57% інших рас і 0,57% людей, які зараховують себе до двох або більше рас. Іспанці та латиноамериканці незалежно від раси становили 1,70% населення.
Із 75 домогосподарств 21,3% мали дітей віком до 18 років, які жили з батьками; 60,0% були подружжями, які жили разом; 10,7% мали господиню без чоловіка, і 26,7% не були родинами. 24,0% домогосподарств складалися з однієї особи, у тому числі 18,7% віком 65 і більше років. У середньому на домогосподарство припадало 2,35 мешканця, а середній розмір родини становив 2,75 особи.
Віковий склад населення: 22,2% віком до 18 років, 5,7% від 18 до 24, 15,3% від 25 до 44, 26,1% від 45 до 64 і 30,7% років і старші. Середній вік жителів — 52 роки. Статевий склад населення: 47,2 % — чоловіки і 52,8 % — жінки.
Середній дохід домогосподарств у місті становив $24 444, родин — $26 250. Середній дохід чоловіків становив $27 500 проти $21 250 у жінок. Дохід на душу населення в місті був $10 530. Приблизно 23,4% родин і 28,9% населення перебували за межею бідності, включаючи 57,4% віком до 18 років і 12,5% від 65 і старших.